# Ostbahn (Austria)
La Ostbahn (letteralmente: «ferrovia dell'est»), precedentemente conosciuta come ferrovia Vienna-Raab (in tedesco: Wien-Raaber Bahn), è una linea ferroviaria a due binari elettrificata che va da Vienna verso l'Ungheria. Il nome di Ostbahn è riferito anche ad alcuni rami secondari che si diramano dalla linea principale.
Il precedente capolinea occidentale della stazione ferroviaria di Vienna, Wien Südbahnhof, è stato sostituito dalla nuova Hauptbahnhof.
Il tracciato fa parte della linea ferroviaria europea Parigi-Monaco-Vienna-Budapest-Bucarest o-Belgrado-Sofia-Istanbul.

## Storia
Allo scopo di migliorare i trasporti rispetto al Danubio, parzialmente navigabile, l'imprenditore barone Georg Simon von Sina incaricò Matthias Schönerer di progettare una ferrovia da Vienna via Schwechat e Bruck an der Leitha che fino al 1921 era il confine tra la Bassa Austria e l'Ungheria fino a Raab, l'attuale Győr, con una diramazione a Preßburg/Pozsony, l'attuale Bratislava, fino al 1918 parte della monarchia Asburgica. Venne anche progettato un secondo percorso da Vienna via Wiener Neustadt e Ödenburg fino a Raab.
Il 20 marzo 1838 venne fondata la Compagnia ferroviaria Wien-Raaber, con 12,5 milioni di fiorini di capitale sociale, di cui 8,5 milioni nelle mani di von Sina.
La designazione originariamente proposta Kaiser-Ferdinand-Südbahn fu respinta dal governo, in quanto dal 1837 esisteva già la Kaiser-Ferdinand-Nordbahn.
I lavori, vennero avviati nel 1840, ma mentre la costruzione della Ferrovia Meridionale venne presto avviata, i lavori di costruzione da Vienna a Bruck an der Leitha dopo l'inizio della costruzione nel 1840 avanzarono lentamente. La ragione di ciò il presentazione nel 1839 di una linea ferroviaria concorrente, la ferrovia centrale ungherese da Pest a Bratislava con una diramazione a Gänserndorf nella Bassa Austria sulla ferrovia settentrionale esistente. L'iniziativa di questo progetto è stata del banchiere Salomon Rothschild, un concorrente di von Sina. Poiché la costruzione della ferrovia era stata bloccata in Ungheria, nel 1842 la compagnia fu privata della concessione per l'ulteriore costruzione di ferrovie in Ungheria, ma dal momento che i lavori sulla ferrovia centrale ungherese non vennero avviati come previsto, von Sina nel 1844 presentò una nuova domanda di licenza e il 4 febbraio 1844 fu nuovamente assegnato la concessione per la costruzione della ferrovia Vienna-Bruck an der Leitha e per la ferrovia Wiener Neustadt-Katzelsdorf. I lavori di costruzione furono ripresi nel 1845 e il 12 settembre 1846 venne aperta la tratta da Vienna a Bruck an der Leitha e nel 1855 a Raab, l'attuale Győr.

## Percorso
Il percorso della ferrovia orientale è in parte quello della S-Bahn di Vienna. Il percorso dalla Wien Hauptbahnhof, dopo pochi chilometri si biforca appena prima di Simmering Ostbahn:
| Unknown route-map component "extCONTgq" | Unknown route-map component "extSTR+r" |  | Unknown route-map component "exKBHFa" |  |

| Unknown route-map component "CONTgq" | Unknown route-map component "xtKRZ" | Unknown route-map component "STR+r" | Unknown route-map component "exSTR" |  |

| Unknown route-map component "extSTRe" | Straight track | Unknown route-map component "exSTR" |

| Unknown route-map component "exDST" | Straight track | Unknown route-map component "exSTR" |

| Unknown route-map component "exSTRl" | Unknown route-map component "eABZg+lr" | Unknown route-map component "exSTRr" |

| Small non-passenger station on track |

| Non-passenger station/depot on track |

|  | Unknown route-map component "ABZgl" | Unknown route-map component "CONTfq" |

|  | Unknown route-map component "ABZgl" | Unknown route-map component "CONTfq" |

| Unknown route-map component "KMW" |

| 101+830 |
| 1,830   |

| Stop on track |

| Unknown route-map component "SPLa" |

|  |  | Unknown route-map component "vÜWBr+l" | Unknown route-map component "STR+l" | Unknown route-map component "CONTfq" |

|  |  | Unknown route-map component "vSHI1l-STRl" | Unknown route-map component "ABZg+lr" | Unknown route-map component "CONTfq" |

|  | Straight track | Non-passenger station/depot on track |

|  | Unknown route-map component "vSHI1+l-STR+l" | Unknown route-map component "ABZgr" |

| Unknown route-map component "STR+l" | Unknown route-map component "vABZgr-STR" | Non-passenger station/depot on track |

| Straight track | Unknown route-map component "SPLe" | Unknown route-map component "ABZgl" |

| Unknown route-map component "CONTgq" | Unknown route-map component "hKRZa" | Unknown route-map component "ABZg+r" | Straight track |  |

|  | Unknown route-map component "hSTRl" | Unknown route-map component "KRZh" | Unknown route-map component "KRZhr" | Unknown route-map component "CONTfq" |

| Unknown route-map component "CONTgq" | Transverse track | Unknown route-map component "KRZhl" | Unknown route-map component "KRZhr" | Unknown route-map component "CONTfq" |

|  | Unknown route-map component "ABZgl" | Unknown route-map component "ABZg+r" |

|  | Unknown route-map component "STR+GRZq" | Unknown route-map component "STR+GRZq" |

|  | Stop on track | Non-passenger station/depot on track |

|  | Unknown route-map component "vSHI1+l-STR+l" | One way rightward |

| Unknown route-map component "vÜST" |

|  |  | Unknown route-map component "vSTR-ABZgl" | Unknown route-map component "ABZq+l" | Unknown route-map component "CONTfq" |

|  | Unknown route-map component "vBST-STR" | Straight track |

| Unknown route-map component "CONTgq" | Unknown route-map component "vABZgr-STR" | Straight track |

|  | Unknown route-map component "vSHI1l-STRl" | Unknown route-map component "SPLag+r" |

| Unknown route-map component "STR+l" | Unknown route-map component "KRZu" | Unknown route-map component "vSTRr-SHI1r" |

| One way leftward | Unknown route-map component "ABZg+lr" | One way rightward |

| Stop on track |

| Unknown route-map component "eHST" |

| Station on track |

| Unknown route-map component "eHST" |

| Station on track |

| Unknown route-map component "CONTgq" | Unknown route-map component "ABZgr" |  |

| Non-passenger head station | Straight track |  |

| Unknown route-map component "ABZgnr" | Straight track |  |

| Unknown route-map component "eHST" | Straight track |  |

| Non-passenger station/depot on track | Straight track |  |

| Straight track | Station on track |  |

| One way leftward | Unknown route-map component "ABZgl+r" | Unknown route-map component "STR+r" |

|  | Straight track | Unknown route-map component "eHST" |

|  | Straight track | Unknown route-map component "ABZg+nr" |

|  | Straight track | Unknown route-map component "ABZg+nl" |

|  | Straight track | Non-passenger station/depot on track |

|  | Straight track | Unknown route-map component "ABZgnr" |

|  | Straight track | Unknown route-map component "eABZg+nr" |

|  | Straight track | Non-passenger station/depot on track |

|  | Straight track | Unknown route-map component "ABZgnr" |

|  | Straight track | Unknown route-map component "ABZg+nr" |

|  | Straight track | Unknown route-map component "ABZg+nr" |

| Unknown route-map component "STRc2" | Unknown route-map component "STR3" | Unknown route-map component "ABZgnl" |

| Unknown route-map component "STR+1" | Unknown route-map component "STRc4" | Non-passenger station/depot on track |

| Straight track | Unknown route-map component "LSTR+l" | Unknown route-map component "ABZg+r" |

| Straight track | Unknown route-map component "LSTR" | Unknown route-map component "eHST" |

|  | Straight track | Unknown route-map component "LSTR" | One way leftward | Unknown route-map component "CONTfq" |

| Stop on track | Unknown route-map component "LSTR" |  |

| Track change | Unknown route-map component "LSTR" |  |

| Stop on track | Unknown route-map component "LSTR" |  |

| Stop on track | Unknown route-map component "LSTR" |  |

|  | Straight track | Unknown route-map component "LSTR" | Unknown route-map component "STR+l" | Unknown route-map component "CONTfq" |

| Straight track | Unknown route-map component "LSTR" | Station on track |

| Straight track | Unknown route-map component "LSTRl" | Unknown route-map component "xABZgr" |

| Unknown route-map component "STR2" | Unknown route-map component "STRc3" | Unknown route-map component "exDST" |

| Unknown route-map component "STRc1" | Unknown route-map component "STR+4" | Unknown route-map component "exABZgnl" |

|  | Straight track | Unknown route-map component "exHST" |

|  | Straight track | Unknown route-map component "exhSTRae" |

|  | Straight track | Unknown route-map component "ENDExa" |

|  | Straight track | Unknown route-map component "ABZg+nl" |

|  | Straight track | Unknown route-map component "eABZg+nr" |

|  | Straight track | Unknown route-map component "ABZg+nl" |

|  | Straight track | Unknown route-map component "ABZg+nl" |

|  | Straight track | Level crossing |

|  | Non-passenger station/depot on track | Straight track |

| 39+724 |
| -0+667 |

|  | Unknown route-map component "ABZgl" | One way rightward |

| Station on track |

| Non-passenger station/depot on track |

| Unknown route-map component "hSTRae" |

| Unknown route-map component "ABZgnl" |

| Small non-passenger station on track |

| Unknown route-map component "STR+l" | Unknown route-map component "ABZgr" |  |

| Unknown route-map component "HST-L" | Unknown route-map component "HST-R" |  |

| Unknown route-map component "CONTgq" | Unknown route-map component "xABZqr" | Unknown route-map component "eABZg+r" |  |  |

| Station on track |

| 49+250 |
| 0,000  |

| Unknown route-map component "STR+l" | Unknown route-map component "ABZgr" |  |

| Straight track | Unknown route-map component "ABZgl" | Unknown route-map component "STR+r" |

| Straight track | Straight track | Unknown route-map component "KDSTxe" |

| Straight track | Stop on track | Unknown route-map component "exSTR" |

| Straight track | One way leftward | Unknown route-map component "xABZg+r" |

| Straight track |  | Station on track |

|  | Straight track |  | Unknown route-map component "ABZgl" | Unknown route-map component "CONTfq" |

| Straight track |  | Stop on track |

| Straight track |  | Station on track |

| Straight track |  | Restricted border on track |

| 22,429 |
| 1,763  |

| Straight track |  | Unknown route-map component "eDST" |

| Straight track | Unknown route-map component "LSTR+l" | Unknown route-map component "ABZg+r" |

| 0,000  |
| 18,531 |

|  | Straight track | Unknown route-map component "LSTR" | Unknown route-map component "eABZg+l" | Unknown route-map component "exCONTfq" |

| Straight track | Unknown route-map component "LSTR" | Station on track |

|  | Straight track | Unknown route-map component "LSTR" | One way leftward | Unknown route-map component "CONTfq" |

| Unknown route-map component "ABZgnl" | Unknown route-map component "LSTR" |  |

| Unknown route-map component "eBHF" | Unknown route-map component "LSTR" |  |

| Station on track | Unknown route-map component "LSTR" |  |

| Station on track | Unknown route-map component "LSTR" |  |

| Restricted border on track | Unknown route-map component "LSTR" |  |

| 67,418  |
| 192,700 |

| One way leftward | Unknown route-map component "ABZg+r" |  |

| Station on track |

| Unknown route-map component "CONTgq" | Unknown route-map component "ABZgr" |  |

| Continuation forward |